# Hidasnémeti (nádraží)
Hidasnémeti je pohraniční železniční stanice v maďarské obci Hidasnémeti, v župě Borsod-Abaúj-Zemplén, asi 25 km jižně od Košic. Stanice byla otevřena v roce 1860, kdy byla zprovozněna trať mezi Miškovcem a Košicemi.

## Historie
Stanice byla otevřena dne 14. srpna 1860, kdy byla zprovozněna trať z Miškovce do Košic. V roce 1909 byla zprovozněna trať do Szerencse. V roce 1997 byla stanice elektrifikována spolu s tratí do Miškovce.

## Provozní informace
Stanice má celkem 1 nástupiště a 4 nástupní hrany. Ve stanici je možnost zakoupení si jízdenky a je elektrifikována střídavým proudem 25 kV, 50 Hz. Provozuje ji společnost MÁV.

## Doprava
Stanice je jediným nádražím v obci. Zastavují zde 2 páry mezinárodních expresů Budapešť – Košice. Končí zde osobní vlaky z Miškovce a Szerencse.

## Tratě
Stanicí prochází tyto tratě:
- Miškovec–Felsőzsolca–Hidasnémeti (MÁV 90)
- Szerencs–Hidasnémeti (MÁV 98)